# Referendum we Francji w 1804 roku
Referendum we Francji w 1804 roku zostało przeprowadzone w celu poddania pod głosowanie propozycji wprowadzenia we Francji Cesarstwa i koronacji Napoleona Bonaparte na cesarza Francuzów. W głosowaniu wzięło udział ponad 47,20% uprawnionych do głosowania.
| Wyniki           | Liczba głosów |
| ---------------- | ------------- |
| Głosów za        | 3'521'675     |
| Głosy przeciw    | 2'579         |
| % Głosów za      | 99,93%        |
| % Głosów przeciw | 0,07%         |